# أفيا (شركة)
أفيا (بالإنجليزية: Avea) هي شركة اتصال تركية . تأسست في 4 فبراير 2004. يقع مقرها في إسطنبول. هي تابعة لشركة الإتصالات التركية وقد وصلت قاعدة زبنائها على الصعيد الوطني ما يقارب 17 مليون عميل في 30 سبتمبر 2015.

## التاريخ
تأسست أفيا في 04 فبراير 2004 نتيجة اندماج ما بين آيسيل جي إس إم (شركة الإتصالات التركية) وآريا (مشروع مشترك ما بين آيس بنك (51 %) و تيم (49 %)).وكل من تيم وشركة الاتصالات التركية تشاركان بنسبة 40 %، و مجموعة آيس بنك يمتلك 20 %. وفي سبتمبر 2006، أعلنت شركة تليكوم إيطاليا، بعد أن حصلت على ترخيص من السلطات التركية، على أنها سوف تبيع 40,6 % من أسهم أفيا، وبالتالي، فإن الهيكل الحالي من الحصص تعود بنسبة 18.63 % لشركة الاتصالات التركية و 18.63 % المتبقية لآيس بنك.
وتتنافس مع كل من تركسل وفودافون، وكلتاهما أسستا في عام 1994،وتستخدمان الترددات جي إس إم 900، بينما أفيا تستخدم مجموعة جي إس إم 1800.
وفي 27 يناير 2016، قررت تورك تيليكوم استخدام نفس العلامة التجارية "تورك تيليكوم"، من أجل أفيا وتعميم هذا الاسم على الشبكات الأرضية.

## منطقة التغطية
لقد تمكنت الشركة من إنجاز عدة عمليات للتغطية منذ سنة واحدة فقط بعد إنشائها، إذ تغطي حاليا الأغلبية الساحقة من مساحة الأراضي في تركيا مع أكثر من 7000 محطة. كما تقدم خدماتها ل 97.4 % من سكان تركيا، حيث أنها تتطور بسرعة في هذا المجال من خلال الاستثمار في التكنولوجيا والهياكل الأساسية وكذلك في إدارتها ولها مايزيد عن 2.700 موظف. فضلا عن كونها قد عقدت اتفاقات للتجوال مع 656 مزود في 201 بلدا، وهي تواصل توسيع شراكات هذه الخدمة.

## وصلات خارجية
- الموقع الرسمي